# 札内駅
札内駅（さつないえき）は、北海道中川郡幕別町札内中央町（さつないちゅうおうまち）にある北海道旅客鉄道（JR北海道）根室本線の駅である。駅番号はK32。電報略号はサナ。事務管理コードは▲110418。

## 歴史

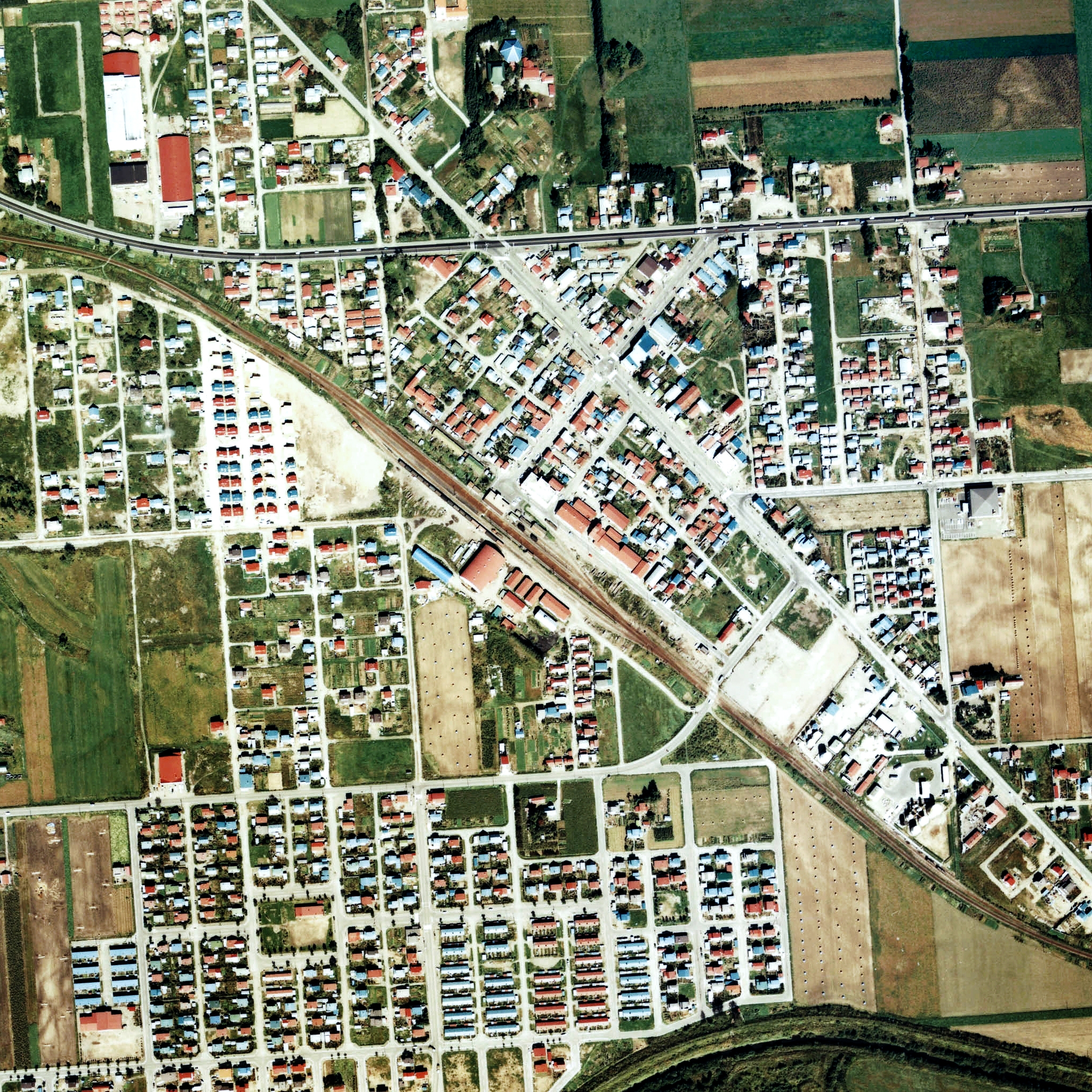
1977年の札内駅と周囲約1km範囲。右下が根室方面。

- 1910年（明治43年）1月7日：国有鉄道釧路線（後の根室本線）の駅として開業[6]。一般駅[2]。
- 1974年（昭和49年）12月5日：駅舎改築。
- 1978年（昭和53年）12月1日：人道跨線橋設置。
- 1982年（昭和57年）9月10日：専用線発着を除く車扱貨物の取扱を廃止[2]。
- 1985年（昭和60年）6月1日：荷物の取扱を廃止[2]。
- 1987年（昭和62年）4月1日：国鉄分割民営化により、北海道旅客鉄道・日本貨物鉄道の駅となる[2]。
- 1992年（平成4年）4月1日：日本貨物鉄道の駅が廃止され、貨物の取扱が終了[2]。
- 1996年（平成8年）度：石勝線・根室線高速化工事に伴い同年度に構内改良[7]。
- 2017年（平成29年）2月1日：北海道ジェイ・アール・サービスネットがジェイ・アール道東トラベルサービスを吸収合併したため、受託会社を北海道ジェイ・アール・サービスネットに変更[8]。
- 2024年（令和6年）12月：JR北海道が幕別町に当駅の翌年3月ダイヤ改正での無人化を伝える。その後幕別町がJR北海道と協議し、9月いっぱいまで窓口営業を行うこととなった[9]。
- 2025年（令和7年）10月1日：駅員配置を終了し無人化（予定）[9]。

### 駅名の由来
所在する市街の名称より。市街の2km 東を流れる札内川に由来する。

## 駅構造
相対式ホーム2面2線を有する地上駅。ホーム中央に、構内踏切がある。2線とも上下列車が使用可能となっているが、本線は駅舎と反対側の2番線となっており、特急・貨物の通過列車は上下とも2番線を通過し、普通列車は原則上下とも1番線に停車する。
駅舎は駅構内の北側にある。北海道ジェイ・アール・サービスネットが業務を受託する業務委託駅で、みどりの窓口が設置されている。
かつては駅舎東側に貨物ホームがあったが、1982年（昭和57年）9月に廃止された。また、駅の東にあった大協石油の油槽所や岩谷産業のLPGセンターへの専用線もあったが、1992年（平成4年）4月までにすべて廃止された。

### のりば
| 番線 | 路線      | 方向           | 行先           |
| ---- | --------- | -------------- | -------------- |
| 1    | ■根室本線 | 上り           | 帯広・新得方面 |
| 1    | ■根室本線 | 下り           | 池田・釧路方面 |
| 2    | ■根室本線 | （通過ホーム） | （通過ホーム） |

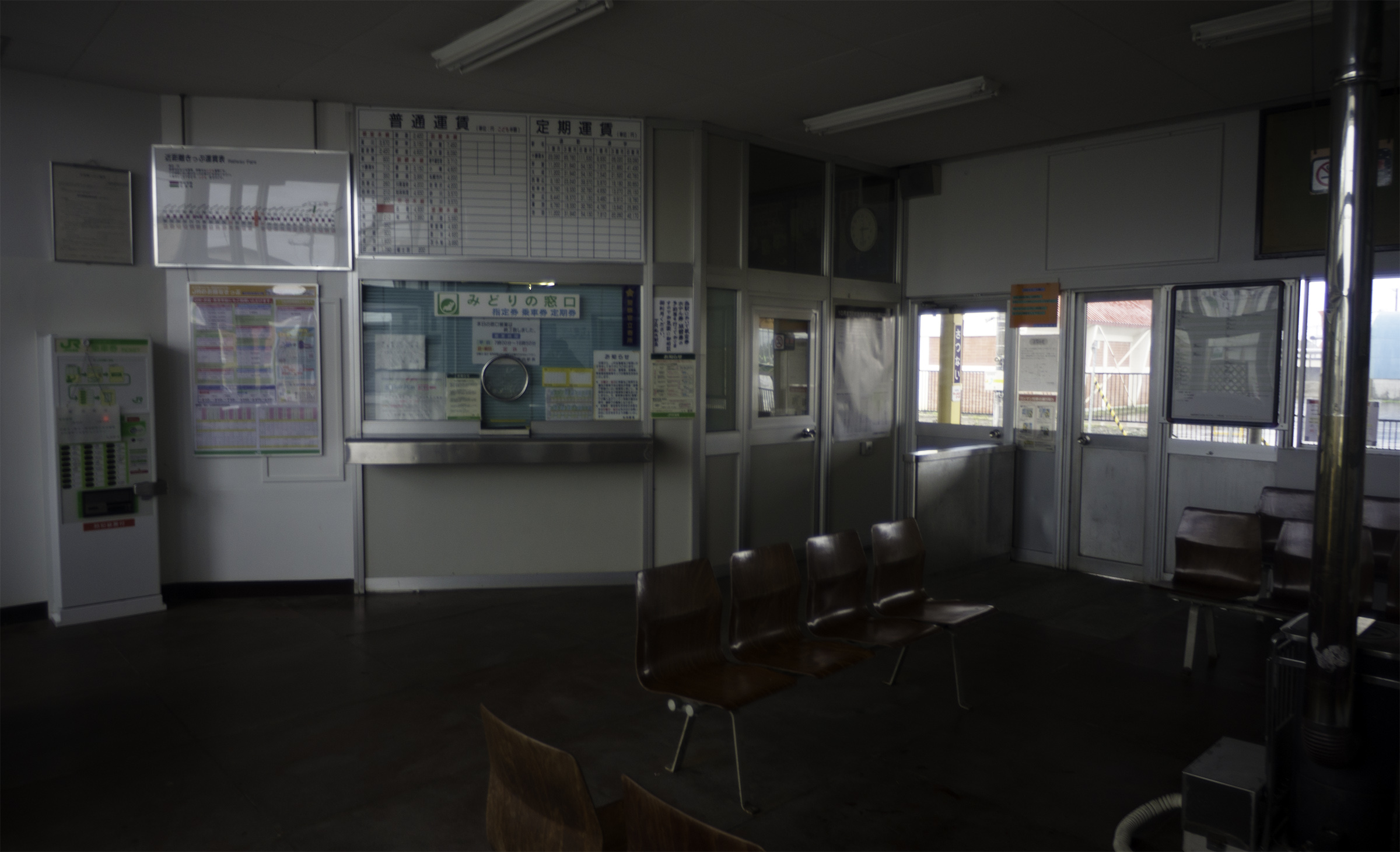
駅舎内（2013年9月）
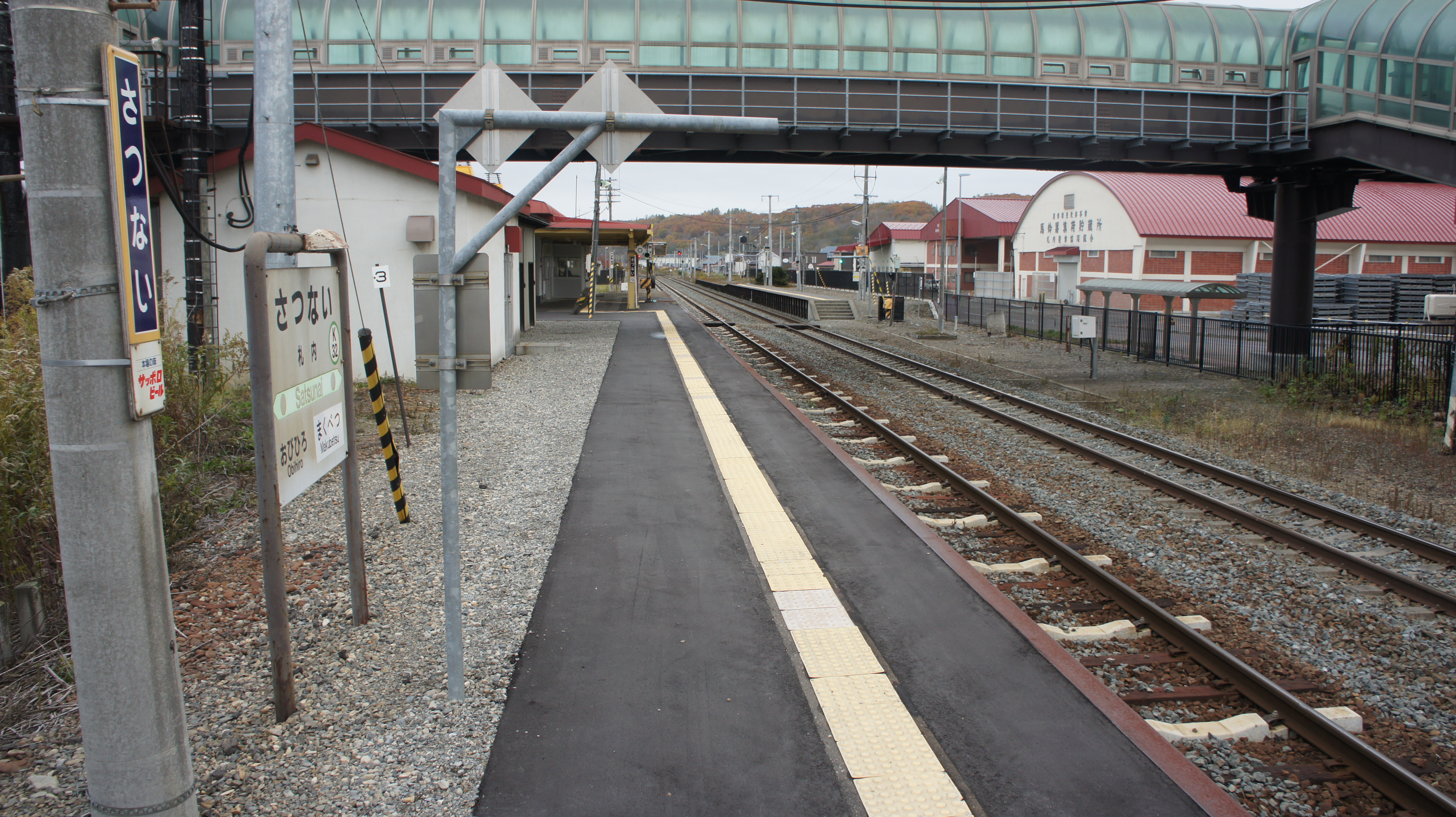
ホーム（2017年10月）
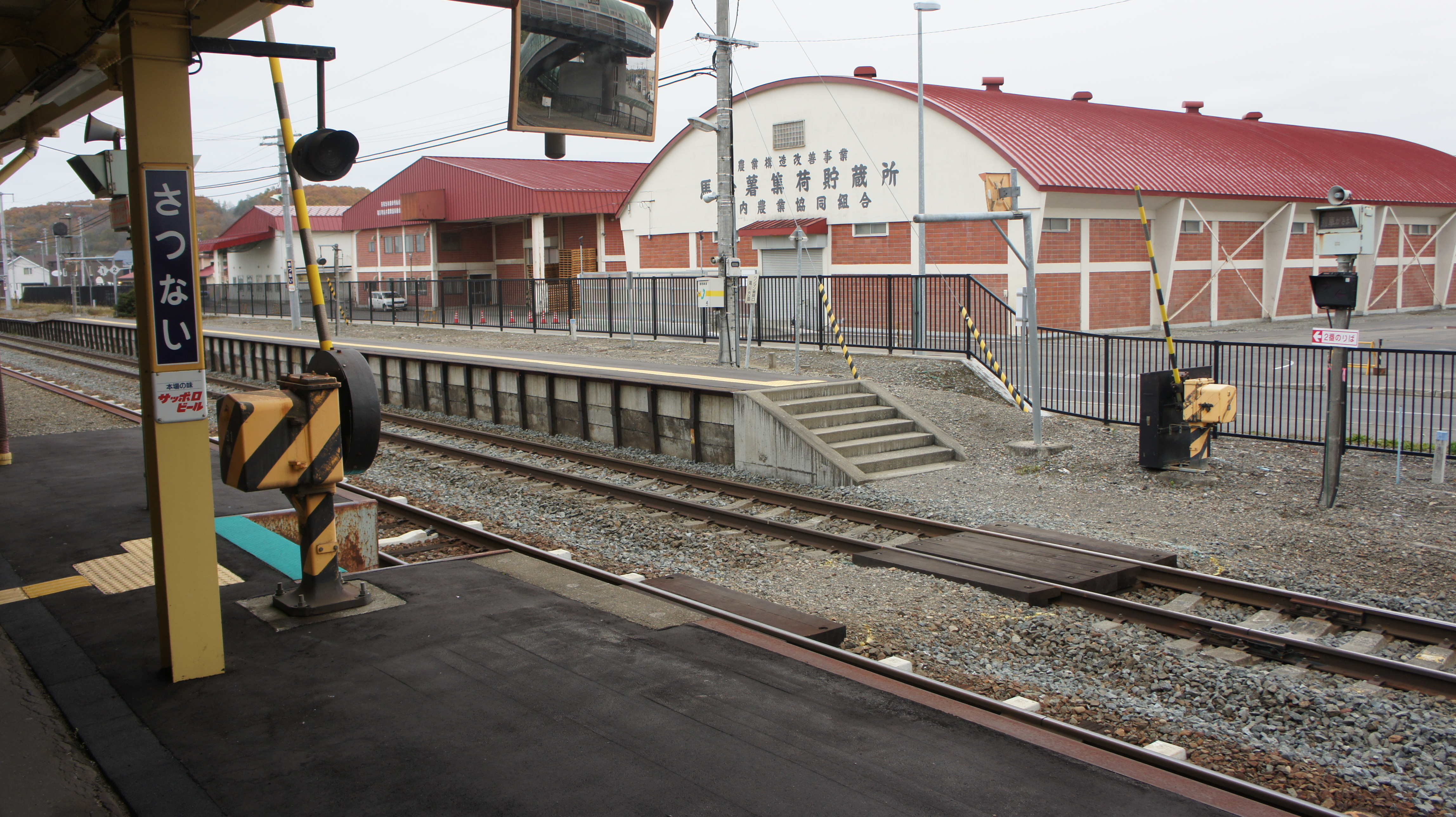
構内踏切（2017年10月）

## 利用状況
1日の平均乗降人員は以下の通りである。
| 乗降人員推移 | 乗降人員推移 |
| 年度         | 1日平均人数  |
| ------------ | ------------ |
| 2011         | 572          |
| 2012         | 574          |
| 2013         | 574          |
| 2014         | 666          |
| 2015         | 688          |
| 2016         |              |
| 2017         | 632          |
| 2018         | 626          |

## 駅周辺
大きな農業倉庫が付近にあるなど、農業が栄えている街である。幕別町の一大集落だが、むしろ距離的に近い帯広の新興住宅街としての位置づけが大きい。
- 北海道道441号札内停車場線
- 北海道道151号幕別帯広芽室線
- 国道38号
- 幕別町役場札内支所
- 帯広警察署札内交番
- とかち広域消防事務組合幕別消防署札内支署
- 札内郵便局
- 帯広信用金庫 札内支店
- 札内農業協同組合（JAさつない）
- 江陵高等学校
- 北海道幕別清陵高等学校
- 幕別温泉
- 十勝バス「札内」停留所
- コープさっぽろ さつない店
- ダイイチ 札内店

## 隣の駅
北海道旅客鉄道（JR北海道）
■根室本線
帯広駅 (K31) - 札内駅 (K32) - *稲士別駅 (K33) - 幕別駅 (K34)
* 打消線は廃駅